# 瀑布

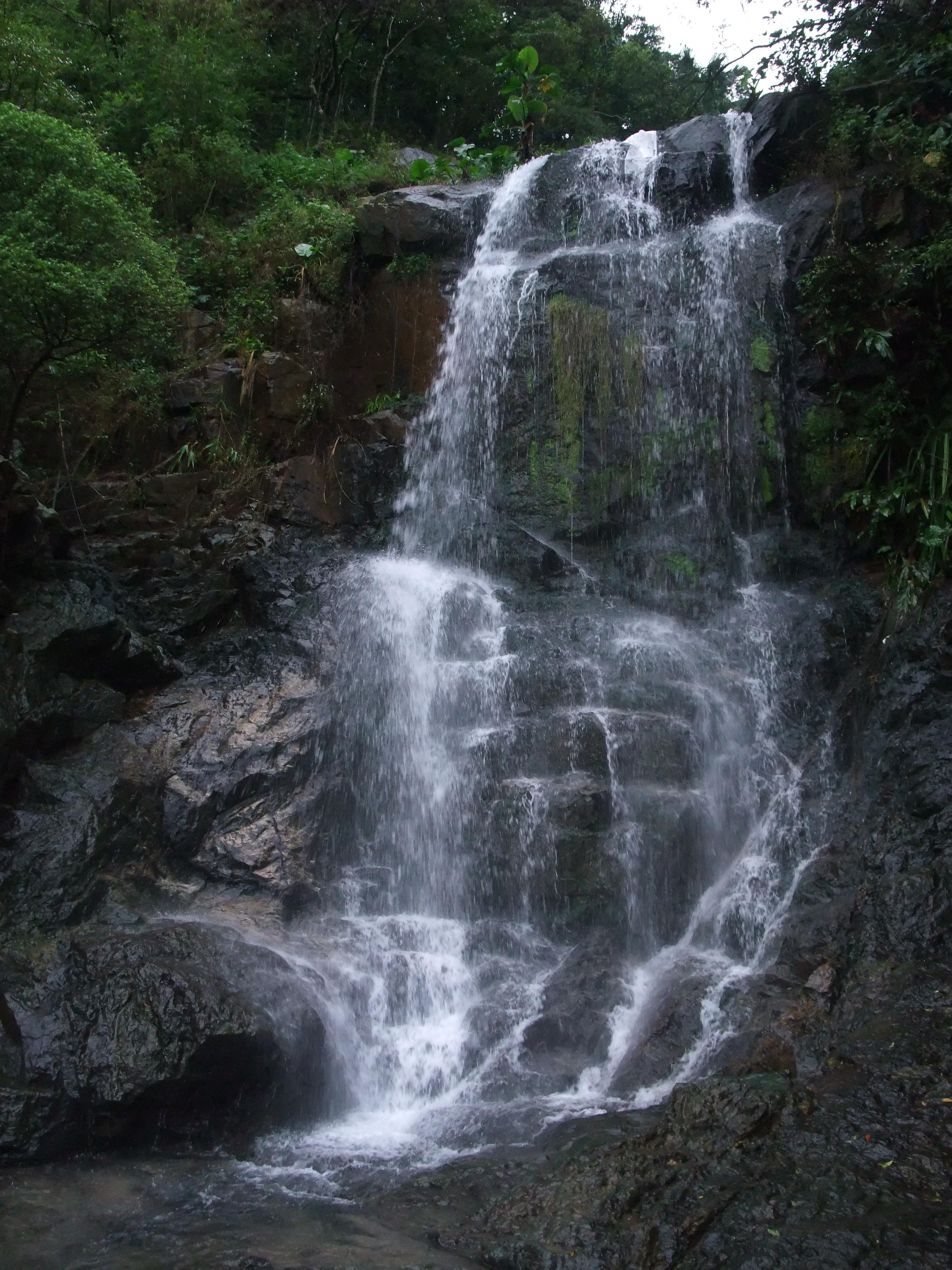
香港太平山夏力道近炉峰峡的一条瀑布 (盧吉飛瀑)

瀑布（英語：Waterfall），指河流或溪水经过河床纵断面的显着陡坡或悬崖处时，成垂直或近乎垂直地倾泻而下的水流景象。
在地质学上，瀑布則被称作「跌水」。其成因是受到断层或凹陷等地质构造运动和火山喷发等地表变化所造成河流突然中断，又或者因流水或冰川对岩石的侵蚀和溶蚀所造成河床有地势差，這些都能使河流產生瀑布。

## 类型

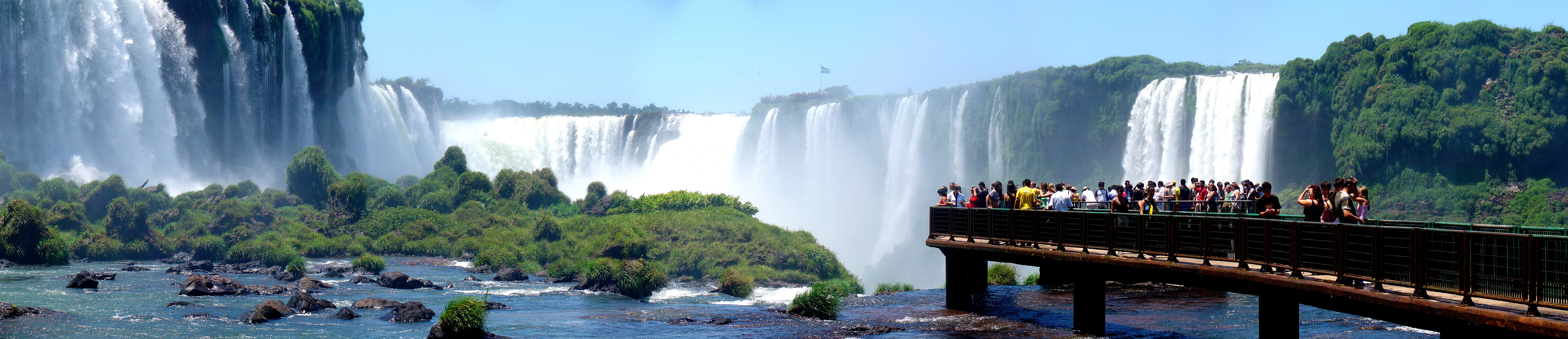
伊瓜苏瀑布 (阿根廷)

依瀑布的外观和地形的构造，瀑布有多种分类：
- 据瀑布水流的高宽比例划分
  - 垂帘型瀑布
  - 细长型瀑布
- 据瀑布岩壁的傾斜角度划分
  - 悬空型瀑布
  - 垂直型瀑布
  - 倾斜型瀑布
- 据瀑布有无跌水潭划分
  - 有瀑潭型瀑布
  - 无瀑潭型瀑布
- 据瀑布的水流与地层倾斜方向划分
  - 逆斜型瀑布
  - 水平型瀑布
  - 顺斜型瀑布
  - 无理型瀑布
- 据瀑布所在地形划分
  - 名山瀑布
  - 岩溶瀑布
  - 火山瀑布
  - 高原瀑布

## 名勝瀑布
- 三叠泉瀑布: 位于中国庐山风景区，因诗仙李白脍炙人口诗作《望庐山瀑布》而闻名。
- 安赫爾瀑布：位於委內瑞拉，是世界落差最大的瀑布（979公尺）
- 維多利亞瀑布：位於辛巴威和尚比亞邊界的赞比西河
- 尼加拉大瀑布：位於美國和加拿大邊界，是北美洲流量最大的瀑布
- 伊瓜蘇瀑布：位於巴西、阿根廷和巴拉圭邊界
- 孔恩瀑布：位於老挝湄公河上，寬9.7公里，是世界上流水量最大的瀑布之一
- 德天瀑布：位於中国和越南邊界，是亚洲最大的跨国瀑布
- 莱茵瀑布：位於瑞士，是欧洲最大的瀑布之一